# Čínské lidové politické poradní shromáždění

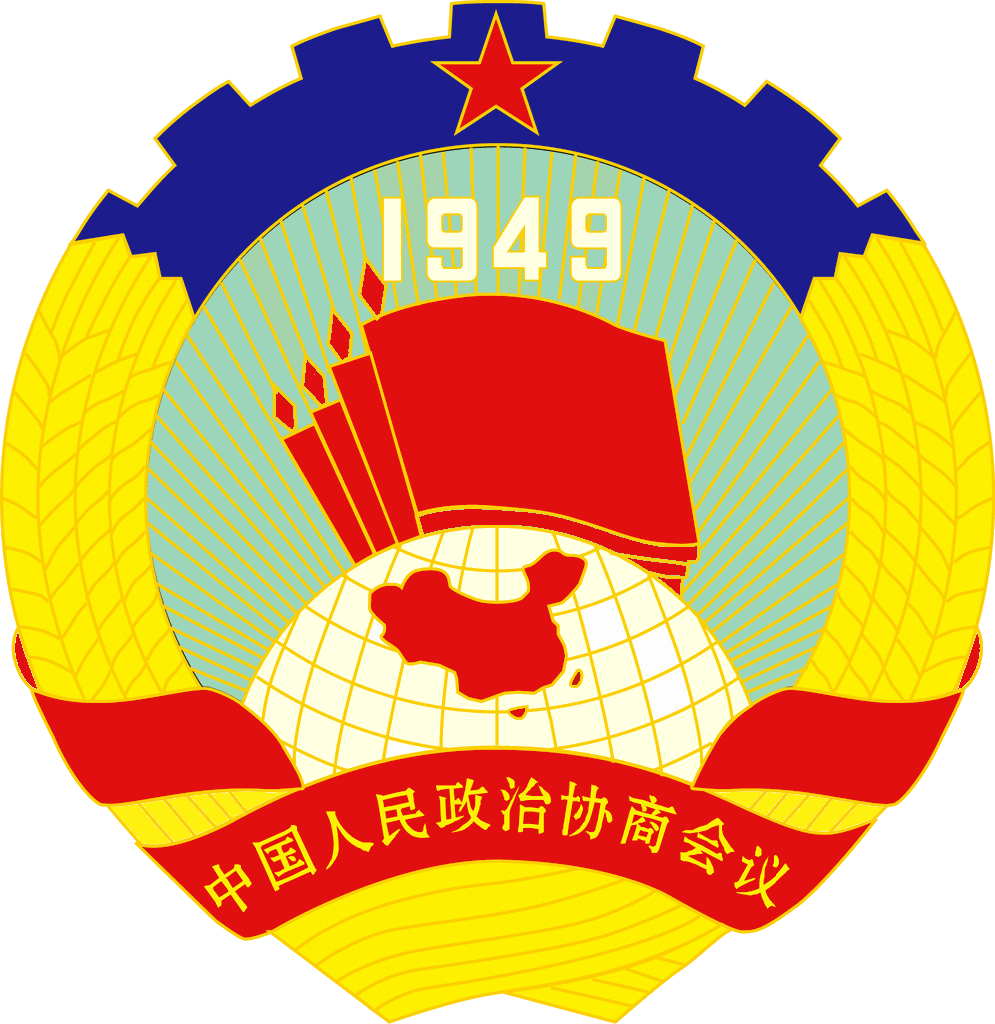
Emblém Čínského lidového politického poradního shromáždění, používaný od roku 1949

Čínské lidové politické poradní shromáždění (čínsky v českém přepisu Čung-kuo žen-min čeng-č' sie-šang chuej-i, pchin-jinem Zhōngguó Rénmín Zhèngzhì Xiéshāng Huìyì, znaky zjednodušené 中国人民政治协商会议, ČLPPS) je politický poradní orgán v Čínské lidové republice. Celostátní výbor ČLPPS má přes dva tisíce členů, v plném obsazení zasedá jen jednou ročně. Mezi zasedáními plní jeho funkci stálý výbor. V čele celostátního výboru stojí předseda výboru a více než dvě desítky místopředsedů. Kromě celostátní úrovně fungují lidová politická poradní shromáždění i v regionech, na úrovni provincií, prefektur a okresů.
V praxi je role lidového politického poradního shromáždění v čínském politickém systému blízká roli poradní horní komory jiných zemí. Shromáždění se skládá z delegátů politických stran, společenských organizací a nezávislých delegátů. Mezi politickými stranami jednoznačně dominuje Komunistická strana Číny, zastoupeno je i ostatních osm politických stran působících v zemi a nestraníci, mezi společenskými organizacemi vysílající své zástupce jsou především svazy žen, mládeže, odbory, federace průmyslu a obchodu, vědy a techniky, zastoupeni jsou představitelé různých oborů, národnostních menšin, Hongkongu a Macaa.
Každoroční zasedání celostátního výboru shromáždění se koná obvykle na jaře ve stejnou dobu jako zasedání čínského parlamentu, Všečínského shromáždění lidových zástupců; nazývány jsou „dvě zasedání“, která přijímají důležitá politická rozhodnutí na celostátní úrovni.
Lidová politické poradní shromáždění fungují i v regionech, na úrovni provincií, prefektur a okresů. Vztah mezi vyššími a nižšími úrovněmi shromáždění je vztahem poradním, nikoliv řídícím, financovány jsou nezávisle z rozpočtů příslušných administrativních celků. Nepřímé řízení shromáždění je prováděno prostřednictvím oddělení jednotné fronty výboru komunistické strany příslušného regionu.
Shromáždění bylo zřízeno Komunistickou stranou Číny a dalšími politickými stranami sdruženými ve vlastenecké jednotné frontě roku 1949, do přijetí první ústavy a zřízení Všečínského shromáždění lidových zástupců roku 1954 vykonávalo i funkci parlamentu.

## Složení shromáždění roku 2017
Lidové politické poradní shromáždění 12. funkčního období (2013–2018) se roku 2017 skládalo z 2200 delegátů:
Politické strany a nestraníci obsadili 536 míst:
- Komunistická strana Číny (97),
- Revoluční výbor čínského Kuomintangu (65),
- Čínská demokratická liga (65),
- Čínské sdružení pro demokratickou národní výstavbu (64),
- Čínské sdružení pro rozvoj demokracie (45),
- Demokratická strana čínských rolníků a dělníků (45),
- Společnost 3. září (44),
- Čínská strana snahy o spravedlnost (29),
- Liga pro demokratickou samosprávu Tchaj-wanu (20),
- nestraníci (62).

Lidové společenské organizace obsadily 307 míst:
- Všečínský svaz žen (64),
- Všečínská federace průmyslu a obchodu (61),
- Všečínská federace odborů (60),
- Čínské sdružení pro vědu a techniku (43),
- Všečínská federace mládeže (28),
- Všečínská federace Číňanů navrátivších se ze zahraničí (27),
- Všečínská federace tchajwanských krajanů (15),
- Komunistický svaz mládeže Číny (9).

Zástupci z různých oblastí společenského života měli 1357 míst:
- ekonomika (149),
- literatura a umění (142),
- vzdělání (113),
- věda a technika (110),
- národnostní menšiny (101),
- lékařství a zdraví (88),
- sociální vědy (71),
- zemědělství (67),
- náboženství (65),
- tisk a publikace (44),
- mezinárodní spolupráce a přátelství (42),
- sociální zabezpečení (37),
- sport (21),
- zástupci Hongkongu (124),
- zástupci Macaa (29),
- ostatní (včetně představitelů ozbrojených sil) (154).